# Plutomurus sorosi
Plutomurus sorosi is een springstaartensoort uit de familie van de Tomoceridae. De wetenschappelijke naam van de soort is voor het eerst geldig gepubliceerd in 1999 door Kniss & Thibaud.